# Спас Саракинов
Спас Атанасов Саракинов е български учител и революционер, деец на Вътрешната македоно-одринска революционна организация.

## Биография
Саракинов е роден в 1892 година във воденското село Саракиново, тогава в Османската империя, днес в Гърция. Става учител в родното си село. Влиза във ВМОРО. В 1913 година в окупираното от гърците Воденско Саракинов обикаля воденските села и държи насърчителни речи за българщината, след което изпраща оплакване от гръцките власти до генерал Христофор Хесапчиев в Солун. Заловен от гърците Саракинов е затворен в Беяз куле, а по-късно е заточен на Крит.
За бойни отличия и заслуги през Първата световна война в 1917 година, Спас Саракинов е награден с орден „За военна заслуга“.
Участва като делегат от Воденското благотворително братство в обединителния конгрес на Македонската федеративна организация и Съюза на македонските емигрантски организации от януари 1923 година.
В следващите години е в ръководството на братството, а към 1938 година заема поста председател на контролната комисия.
Умира в София в 1974 година.